# Narella japonicus
Narella japonicus är en korallart som beskrevs av Aurivillius 1931. Narella japonicus ingår i släktet Narella och familjen Primnoidae. Inga underarter finns listade i Catalogue of Life.